# Nový Zéland na Zimních olympijských hrách 2018
Nový Zéland se účastnil Zimních olympijských her 2018 v Pchjongčchangu v Jižní Koreji od 9. do 25. února 2018. Reprezentovalo jej 21 sportovců v 5 sportech.

## Medailové pozice
| Medaile | Jméno                   | Sport                | Disciplína   | Datum          |
| ------- | ----------------------- | -------------------- | ------------ | -------------- |
| Bronz   | Zoi Sadowská Synnottová | Snowboarding         | Big Air žen  | 22. února 2018 |
| Bronz   | Nico Porteous           | Akrobatické lyžování | U-rampa muži | 22. února 2018 |

## Počty účastníků podle sportovních odvětví
Počet sportovců startujících v jednotlivých olympijských sportech:
| Sport                | Muži | Ženy | Celkem |
| -------------------- | ---- | ---- | ------ |
| Akrobatické lyžování | 7    | 2    | 9      |
| Alpské lyžování      | 2    | 1    | 3      |
| Rychlobruslení       | 3    | 0    | 3      |
| Skeleton             | 1    | 0    | 1      |
| Snowboarding         | 4    | 1    | 5      |
| Celkem               | 17   | 4    | 21     |

## Výsledky sportovců

### Akrobatické lyžování
Freestyle - U-rampa
| Závod        | Sportovec        | Kvalifikace | Kvalifikace | Kvalifikace | Kvalifikace | Finále       | Finále       | Finále       | Finále       | Finále           |
| Závod        | Sportovec        | 1. kolo     | 2. kolo     | Lepší       | Pořadí      | 1. kolo      | 2. kolo      | 3. kolo      | Lepší        | Pořadí           |
| ------------ | ---------------- | ----------- | ----------- | ----------- | ----------- | ------------ | ------------ | ------------ | ------------ | ---------------- |
| U-rampa muži | Miguel Porteous  | 40.40       | 62.60       | 62.60       | 17.         | Nepostoupil  | Nepostoupil  | Nepostoupil  | Nepostoupil  | Nepostoupil      |
| U-rampa muži | Nico Porteous    | 51,20       | 72,80       | 72,80       | 11. Q       | 82,40        | 94,80        | 30,00        | 94,80        | Bronzová medaile |
| U-rampa muži | Beau-James Wells | 86,20       | 88,20       | 88,20       | 5. Q        | 87,40        | 52,20        | 91,60        | 91,60        | 4.               |
| U-rampa muži | Byron Wells      | 88,60       | 42,00       | 88,60       | 4. Q        | Nenastoupil  | Nenastoupil  | Nenastoupil  | Nenastoupil  | Nenastoupil      |
| U-rampa ženy | Britt Hawesová   | 52,20       | 57,40       | 57,40       | 21.         | Nepostoupila | Nepostoupila | Nepostoupila | Nepostoupila | Nepostoupila     |
| U-rampa ženy | Janina Kuzmová   | 67,80       | 48,60       | 67,80       | 16.         | Nepostoupila | Nepostoupila | Nepostoupila | Nepostoupila | Nepostoupila     |

Skikros
| Závod        | Sportovec     | Rozjížďky | Rozjížďky | Osmifinále | Čtvrtfinále | Semifinále  | Finále      | Finále      |
| Závod        | Sportovec     | Čas       | Pořadí    | Pozice     | Pozice      | Pozice      | Pozice      | Pořadí      |
| ------------ | ------------- | --------- | --------- | ---------- | ----------- | ----------- | ----------- | ----------- |
| Skikros muži | Jamie Prebble | 1:10,48   | 25.       | 3. *       | Nepostoupil | Nepostoupil | Nepostoupil | Nepostoupil |

Slopestyle
| Závod           | Sportovec     | Kvalifikace | Kvalifikace | Kvalifikace | Kvalifikace | Finále      | Finále      | Finále      | Finále      | Finále      |
| Závod           | Sportovec     | 1. kolo     | 2. kolo     | Lepší       | Pořadí      | 1. kolo     | 2. kolo     | 3. kolo     | Lepší       | Pořadí      |
| --------------- | ------------- | ----------- | ----------- | ----------- | ----------- | ----------- | ----------- | ----------- | ----------- | ----------- |
| Slopestyle mužů | Finn Bilous   | 24,80       | 85,00       | 85,00       | 13.         | Nepostoupil | Nepostoupil | Nepostoupil | Nepostoupil | Nepostoupil |
| Slopestyle mužů | Jackson Wells | 52,80       | 42,00       | 52,80       | 25.         | Nepostoupil | Nepostoupil | Nepostoupil | Nepostoupil | Nepostoupil |

### Alpské lyžování
Muži
| Závod            | Sportovci     | 1. kolo    | 2. kolo    | Celkem     | Ztráta     | Pořadí     |
| ---------------- | ------------- | ---------- | ---------- | ---------- | ---------- | ---------- |
| Superobří slalom | Adam Barwood  |            |            | 1:31,10    |            | 43.        |
| Superobří slalom | Willis Feasey |            |            | 1:28,59    |            | 37.        |
| Obří slalom      | Adam Barwood  | 1:13,41    | 1:13,81    | 2:27,22    |            | 34.        |
| Obří slalom      | Willis Feasey | 1:14,48    | 1:13,80    | 2:28,28    |            | 36.        |
| Slalom           | Adam Barwood  | Nedokončil | Nedokončil | Nedokončil | Nedokončil | Nedokončil |
| Slalom           | Willis Feasey | Nedokončil | Nedokončil | Nedokončil | Nedokončil | Nedokončil |

Ženy
| Závod       | Sportovci         | 1. kolo     | 2. kolo     | Celkem      | Ztráta      | Pořadí      |
| ----------- | ----------------- | ----------- | ----------- | ----------- | ----------- | ----------- |
| Obří slalom | Alice Robinsonová | 1:16,66     | 1:14,53     | 2:31,19     |             | 35.         |
| Slalom      | Alice Robinsonová | Nedokončila | Nedokončila | Nedokončila | Nedokončila | Nedokončila |

### Rychlobruslení
Individuální - muži
| Závod       | Sportovec     | Výsledek | Výsledek |
| Závod       | Sportovec     | Čas      | Pořadí   |
| ----------- | ------------- | -------- | -------- |
| 1500 m mužů | Reyon Kay     | 1:47.81  | 26.      |
| 1500 m mužů | Peter Michael | 1:46.39  | 14.      |
| 5000 m mužů | Peter Michael | 6:14,07  | 4.       |

Hromadný start - muži
| Závod                     | Sportovec     | Semifinále | Semifinále | Semifinále | Finále      | Finále      | Finále      | Celkově     |
| Závod                     | Sportovec     | Body       | Čas        | Pořadí     | Body        | Čas         | Pořadí      | Celkově     |
| ------------------------- | ------------- | ---------- | ---------- | ---------- | ----------- | ----------- | ----------- | ----------- |
| Závod s hromadným startem | Reyon Kay     | 0          | 9:17.99    | 12.        | Nepostoupil | Nepostoupil | Nepostoupil | Nepostoupil |
| Závod s hromadným startem | Peter Michael | 60         | 7:55.10    | 1.         | 0           | 7:49.33     | 15.         | 15.         |

Stíhací závod družstev - muži
| Závod      | Sportovci                            | Čtvrtfinále              | Čtvrtfinále | Semifinále                    | Semifinále | Finále                       | Finále |
| Závod      | Sportovci                            | Soupeř Čas               | Pořadí      | Soupeř Čas                    | Pořadí     | Soupeř Čas                   | Pořadí |
| ---------- | ------------------------------------ | ------------------------ | ----------- | ----------------------------- | ---------- | ---------------------------- | ------ |
| Závod mužů | Shane Dobbin Reyon Kay Peter Michael | Norsko (NOR) · P 3:41,18 | 4. Q        | Jižní Korea (KOR) · P 3:39,53 | 2. FB      | Nizozemsko (NED) · P 3:43,54 | 4.     |

- Poznámky: P - Porážka, Q - Postup z kvalifikace, FB - Postup do Finále B

### Skeleton
| Závod            | Sportovec      | Jízda 1 | Jízda 1 | Jízda 2 | Jízda 2 | Jízda 3 | Jízda 3 | Jízda 4 | Jízda 4 | Celkem  | Celkem |
| Závod            | Sportovec      | Čas     | Pořadí  | Čas     | Pořadí  | Čas     | Pořadí  | Čas     | Pořadí  | Čas     | Pořadí |
| ---------------- | -------------- | ------- | ------- | ------- | ------- | ------- | ------- | ------- | ------- | ------- | ------ |
| Jednotlivci muži | Rhys Thornbury | 50,90   | 8.      | 51,03   | 10.     | 50,65   | 6.      | 52,14   | 20.     | 3:24,72 | 14.    |

### Snowboarding
Kromě níže uvedených se kvalifikoval pro závody Big Air a Slopestyle i Tiarn Collins, ale zimních her se neúčastnil kvůli zranění ramene.
Freestyle - Slopestyle
| Závod             | sportovec               | Kvalifikace | Kvalifikace | Kvalifikace | Kvalifikace | Semifinále | Semifinále | Semifinále | Semifinále | Finále  | Finále  | Finále  | Finále | Finále | Celkově |
| Závod             | sportovec               | 1. kolo     | 2. kolo     | Lepší       | Pořadí      | 1. kolo    | 2. kolo    | Lepší      | Pořadí     | 1. kolo | 2. kolo | 3. kolo | Lepší  | Pořadí | Celkově |
| ----------------- | ----------------------- | ----------- | ----------- | ----------- | ----------- | ---------- | ---------- | ---------- | ---------- | ------- | ------- | ------- | ------ | ------ | ------- |
| Slopestyle – muži | Carlos Garcia Knight    | 80,10       | 40,20       | 80,10       | 2. Q        |            |            |            |            | 78,60   | 52,98   | 24,35   | 78,60  | 5.     | 5.      |
| Slopestyle – ženy | Zoi Sadowská Synnottová | Zrušeno     | Zrušeno     | Zrušeno     | Zrušeno     |            |            |            |            | 26,70   | 48,38   | zrušeno | 48,38  | 13.    | 13.     |

Freestyle - U-rampa
| Závod          | sportovec  | Kvalifikace | Kvalifikace | Kvalifikace | Kvalifikace | Semifinále  | Semifinále  | Semifinále  | Semifinále  | Finále      | Finále      | Finále      | Finále      | Finále      | Celkově |
| Závod          | sportovec  | 1. kolo     | 2. kolo     | Lepší       | Pořadí      | 1. kolo     | 2. kolo     | Lepší       | Pořadí      | 1. kolo     | 2. kolo     | 3. kolo     | Lepší       | Pořadí      | Celkově |
| -------------- | ---------- | ----------- | ----------- | ----------- | ----------- | ----------- | ----------- | ----------- | ----------- | ----------- | ----------- | ----------- | ----------- | ----------- | ------- |
| U-rampa – muži | Rakai Tait | 36,50       | 25,75       | 36,50       | 26.         | Nepostoupil | Nepostoupil | Nepostoupil | Nepostoupil | Nepostoupil | Nepostoupil | Nepostoupil | Nepostoupil | Nepostoupil | 26.     |

Freestyle - Big Air
| Závod          | sportovec               | Kvalifikace | Kvalifikace | Kvalifikace | Kvalifikace | Semifinále | Semifinále | Semifinále | Semifinále | Finále     | Finále     | Finále     | Finále | Finále           | Celkově          |
| Závod          | sportovec               | 1. kolo     | 2. kolo     | Lepší       | Pořadí      | 1. kolo    | 2. kolo    | Lepší      | Pořadí     | 1. kolo    | 2. kolo    | 3. kolo    | Součet | Pořadí           | Celkově          |
| -------------- | ----------------------- | ----------- | ----------- | ----------- | ----------- | ---------- | ---------- | ---------- | ---------- | ---------- | ---------- | ---------- | ------ | ---------------- | ---------------- |
| Big Air – muži | Carlos Garcia Knight    | 88,75       | 97,50       | 97,50       | 1. Q        |            |            |            |            | nebodováno | nebodováno | 54,25      | 54,25  | 11.              | 11.              |
| Big Air – ženy | Zoi Sadowská Synnottová | 72,75       | 92,00       | 92,00       | 5. Q        |            |            |            |            | 65,50      | 92,00      | nebodováno | 157,50 | Bronzová medaile | Bronzová medaile |

Snowboardcross
| Závod                 | Sportovec       | Rozjížďka | Rozjížďka | Osmifinále | Čtvrtfinále | Semifinále  | Finále      | Celkově |
| Závod                 | Sportovec       | Čas       | Pořadí    | Pořadí     | Pořadí      | Pořadí      | Pořadí      | Celkově |
| --------------------- | --------------- | --------- | --------- | ---------- | ----------- | ----------- | ----------- | ------- |
| Snowboardcross – muži | Duncan Campbell | 1:16,68   | 37.       | 5.*        | Nepostoupil | Nepostoupil | Nepostoupil | 37.     |

- Poznámky: * - Umístění ve svých rozjížďkách; Q - Postup z kvalifikace